# بانک آینده
بانک آینده بانک ایرانی است که در سال ۱۳۹۱ در پی ادغام بانک تات، مؤسسه مالی و اعتباری صالحین و آتی تأسیس شد. این بانک تا ابتدای سال ۱۴۰۳ مبلغی بالغ بر ۴۶۰ تریلیون زیان انباشته داشته است.
بر اساس گزارش‌های رسمی، تا پایان آذر ۱۴۰۳، زیان انباشته بانک آینده به حدود ۴۲۶ هزار میلیارد تومان (معادل بیش از سه برابر سود انباشته بانک ملت به عنوان سودده‌ترین بانک کشور) رسیده است. این بانک همچنین ۳۱۴ هزار میلیارد تومان بدهی به بانک مرکزی دارد که معادل ۲۵٫۸ درصد از کل پایه پولی کشور است. نقش بانک آینده در ناترازی‌های پولی، فشار بر منابع بانک مرکزی و تأثیرگذاری بر تورم، از جمله مواردی است که توسط نهادهای نظارتی و رسانه‌ها مورد انتقاد قرار گرفته است. این بانک به عنوان یکی از مصادیق بارز پدیدهٔ بزرگ‌تر از آن که ورشکسته شود در نظام بانکی ایران شناخته می‌شود.
گفته می‌شد که این بانک در ابتدا موفق به جذب بیش از ۱۲۲ هزار میلیارد تومان سپرده شده که معادل ۱۰ درصد کل سپرده‌های جذب‌شده توسط کل بانک‌های حاضر در کشور بوده است. بدهی بانک آینده به بانک مرکزی و نظام بانکی روند صعودی داشته و از ۲۲ هزار و ۱۵۱ میلیارد تومان در سال ۹۸ به ۲۹ هزار و ۲۲۰ میلیارد تومان در سال ۹۹ رسیده است. از مجموع این رقم بدهی، بیش از ۵۲۰۰ میلیارد تومان بدهی این بانک به بانک مرکزی است.

## تاریخچه
بانک آینده به استناد مصوبه یک هزار و یکصد و سی و هفتمین جلسه شورای پول و اعتبار، از ادغام بانک تات، مؤسسه اعتباری صالحین و مؤسسه اعتباری آتی، با سرمایه پایه هشت (۸) هزار میلیارد ریال؛ در تیرماه سال ۱۳۹۱ شکل گرفت. متعاقباً، بانک آینده، براساس مجوزهای صادره از سوی بانک مرکزی جمهوری اسلامی ایران و سازمان بورس و اوراق بهادار ایران؛ تحت شماره ۴۴۲۳۲۵ در تاریخ ۱۶/۰۵/۱۳۹۲ به ثبت رسید. بانک آینده از مجموعه بیش از ۱۷ هزار سهامدار، پس از طی مراحل لازم، در تاریخ ۲۶/۱۲/۱۳۹۳ موفق به اخذ مجوز فعالیت به شماره ۳۴۹۱۴۴/۹۳ از بانک مرکزی جمهوری اسلامی ایران گردید.
در حال حاضر، بانک آینده با مجموعه‌ای از نیروی انسانی (حدود ۳٬۹۰۰ نفر) و ۲٫۹ میلیون نفر مشتری، در قالب یک بانک تجاری خصوصی با ۲۷۶ شعبه (طبق آخرین آمار ارائه شده از طرف وبگاه بانک مرکزی) در سراسر کشور، مشغول فعالیت است و سرمایه بانک با تأیید سهامداران، با افزایش ۱۰۰ درصدی، از هشت (۸) هزار میلیارد ریال به شانزده (۱۶) هزار میلیارد ریال، افزایش یافته است.
بانک آینده؛ از مجموعه سهامداران بانک تات، مؤسسه مالی و اعتباری صالحین و مؤسسه مالی و اعتباری آتی (۷۵ درصد سهام) و پذیره‌نویسان جدید (۲۵ درصد سهام) تشکیل شده و در قالب یک بانک تجاری خصوصی با سرمایه پایه هشتصد میلیارد تومان و با شعار راهبردی حضور مؤثر و کارآمد در حوزه‌های خدمات بانکداری خرد، تجاری، مؤسسه‌ای و اختصاصی، به ارائه خدمات می‌پردازد.

## شرکت‌ها و زیر مجموعه‌ها
شرکت‌های زیرمجموعهٔ بانک آینده عبارتند از:
- شرکت خدمات مالی و مشاورهٔ سرمایه‌گذاری سنجش امید آینده[۱۴]
- شرکت تجارت الکترونیکی ارتباط فردا[۱۵]
- شرکت کارگزاری بانک آینده[۱۶]

## مشکلات ناترازی بانک آینده
خبرگزاری ایسنا نوشته که آمارها نشان می‌دهد که به‌دلیل ناترازی بانک آینده، بدهی این بانک به بانک مرکزی روند صعودی داشته است، به‌طوری که در سال گذشته ۲۵ درصد از رشد پایه پولی ناشی از اضافه برداشت این بانک از منابع بانک‌مرکزی بوده است.
روزنامه ایران افزوده که وضعیت بلاتکلیف بانک آینده همچنان ادامه دارد. مالک قبلی این بانک در سال‌های گذشته با اعطای تسهیلات ۶۰ هزار میلیارد تومانی برای پروژه ایران‌مال و قفل شدن سرمایه بانک در این پروژه، سبب شد تا این بانک دچار ناترازی شود.
روزنامه فرهیختگان در گزارشی با عنوان «۶۲ درصد تسهیلات بانک آینده در جیب خودش» نوشت: بررسی اطلاعات تسهیلات کلان و اشخاص مرتبط بانک‌ها و موسسات اعتباری که در فواصل زمانی سه‌ماهه توسط بانک مرکزی منتشر می‌گردد، نشان می‌دهد بانک آینده تا آذر ۱۴۰۱ حدود ۱۳۰ هزار میلیارد تومان به ۶۱ ذی‌نفع واحد پرداخت کرده.